# Trotopera maranharia
Trotopera maranharia är en fjärilsart som beskrevs av Felder 1875. Trotopera maranharia ingår i släktet Trotopera och familjen mätare. Inga underarter finns listade i Catalogue of Life.